# Fabrizio Cacciatore
Fabrizio Cacciatore (Turín, 8 de octubre de 1986) es un futbolista italiano que juega de defensa en el Caldiero Terme de la Serie D.

## Carrera deportiva
Cacciatore comenzó su carrera deportiva en la Sampdoria. Su estancia en la Sampdoria destacó por sus múltiples cesiones en diversos equipos italianos. El primer equipo en el que jugó cedido fue el Olbia Calcio 1905 durante la campaña 2005-06. Esta cesión le permitió foguearse de forma profesional, ya que disputó 32 partidos con el Olbia.
Después se marchó cedido al Reggiana, al Foligno Calcio, a la US Triestina, al Siena y al Varese Calcio. Excepto en el Siena, en los demás equipos superó la veintena de partidos.

### Hellas Verona
Tras la cesión al Varese, se marchó al Hellas Verona, en el que permaneció durante dos temporadas, pudiendo jugar 70 partidos con el club de Verona. También contribuyó con cinco goles al equipo.
Su buen rendimiento hizo que la Sampdoria lo repescase, pero únicamente disputó 11 encuentros en su vuelta a Génova.

### Chievo
En 2016, tras haber estado cedido la temporada 2015-16 en el ChievoVerona, ficha por dicho club en propiedad para la siguiente temporada, siendo el Chievo el máximo rival histórico de uno de sus antiguos clubes, el Hellas Verona. 
Con el Chievo fue desde el principio un jugador importante, siendo uno de los baluartes defensivos del equipo de la Serie A.

## Clubes
| Club                        | País   | Año       |
| --------------------------- | ------ | --------- |
| U. C. Sampdoria             | Italia | 2005-2012 |
| Olbia Calcio (cedido)       | Italia | 2005-2006 |
| Reggiana (cedido)           | Italia | 2006-2007 |
| Foligno Calcio (cedido)     | Italia | 2007-2008 |
| Triestina (cedido)          | Italia | 2008-2009 |
| Siena (cedido)              | Italia | 2011      |
| Varese Calcio (cedido)      | Italia | 2011-2012 |
| Hellas Verona               | Italia | 2012-2014 |
| U. C. Sampdoria             | Italia | 2014-2015 |
| A. C. ChievoVerona (cedido) | Italia | 2015-2016 |
| A. C. ChievoVerona          | Italia | 2016-2019 |
| Cagliari Calcio (cedido)    | Italia | 2019      |
| Cagliari Calcio             | Italia | 2019-2020 |
| Ascoli Calcio 1898 FC       | Italia | 2021      |
| Caldiero Terme              | Italia | 2021-     |